# Dicranotropis anaxarchi
Dicranotropis anaxarchi är en insektsart som beskrevs av Frederick Arthur Godfrey Muir 1926. Dicranotropis anaxarchi ingår i släktet Dicranotropis och familjen sporrstritar. Inga underarter finns listade i Catalogue of Life.